# Chalmersspexet

Chalmersspexets logotyp

Chalmersspexet är ett studentspex inom Chalmers Studentkår vid Chalmers tekniska högskola i Göteborg, som har uppfört en ny föreställning varje år sedan 1948, då man hade urpremiär med spexet Bojan. Chalmersspexet har sitt ursprung i de Aftonsoiréer som chalmeristerna roade Göteborgarna med i slutet på 1800-talet. 
Chalmersspexet var ursprungligen en enda förening med enbart manlig ensemble, och så förblev det ända in på 2000-talet. Chalmersspexet var mellan 2003 och 2019 uppdelat i två syskonspex: Chalmersspexet Bob (även kallat Bobspexet) och Chalmersspexet Vera (Veraspexet). Bobspexet hade manlig ensemble och höll sig till den klassiska chalmersspextraditionen med sin stora akustiska orkester. Veraspexet hade kvinnlig ensemble med elförstärkt band, mikrofoner och hade RunAn i Chalmers Kårhus, Göteborg som hemmascen. De senare åren hade även Bobspexet RunAn som hemmascen.  2020 lades Bob och Vera ner och nya Chalmersspexet skapades med blandad ensemble. Chalmersspexet Carl von Linné hade i denna form premiär hösten 2020, men kunde bara genomföra en föreställning till följd av restriktioner på grund av den pågående coronapandemin. 

## Chalmersspex genom tiderna
| År   | Namn                   | Namn                      |
| ---- | ---------------------- | ------------------------- |
| 1948 | Bojan                  | Bojan                     |
| 1949 | Erik XIV               | Erik XIV                  |
| 1950 | Cæsarion               | Cæsarion                  |
| 1951 | Scheherazade           | Scheherazade              |
| 1952 | Anna                   | Anna                      |
| 1953 | Cæsarion               | Cæsarion                  |
| 1954 | Henrik 8               | Henrik 8                  |
| 1955 | Gustav E:son Vasa      | Gustav E:son Vasa         |
| 1956 | Napoleon               | Napoleon                  |
| 1957 | Statyerna              | Statyerna                 |
| 1958 | Lucrezia               | Lucrezia                  |
| 1959 | Katarina II            | Katarina II               |
| 1960 | Starke August          | Starke August             |
| 1961 | Klodvig                | Klodvig                   |
| 1962 | Don Pedro              | Don Pedro                 |
| 1963 | Charles II             | Charles II                |
| 1964 | Nebukadnessar          | Nebukadnessar             |
| 1965 | Sven Duva              | Sven Duva                 |
| 1966 | Montezuma              | Montezuma                 |
| 1967 | Alexander              | Alexander                 |
| 1968 | Richard III            | Richard III               |
| 1969 | Margareta              | Margareta                 |
| 1970 | George Washington      | George Washington         |
| 1971 | Noak                   | Noak                      |
| 1972 | Turandot               | Turandot                  |
| 1973 | Fredrik den Store      | Fredrik den Store         |
| 1974 | Sherlock Holmes        | Sherlock Holmes           |
| 1975 | Leonardo da Vinci      | Leonardo da Vinci         |
| 1976 | Ludvig XIV             | Ludvig XIV                |
| 1977 | Nils Dacke             | Nils Dacke                |
| 1978 | Dr Livingstone         | Dr Livingstone            |
| 1979 | Nero                   | Nero                      |
| 1980 | Tutankhamon            | Tutankhamon               |
| 1981 | Ludvig van Beethoven   | Ludvig van Beethoven      |
| 1982 | John Ericsson          | John Ericsson             |
| 1983 | Filip II               | Filip II                  |
| 1984 | Lasse-Maja             | Lasse-Maja                |
| 1985 | Olof Skötkonung        | Olof Skötkonung           |
| 1986 | Victoria               | Victoria                  |
| 1987 | Montgomery             | Montgomery                |
| 1988 | Svartskägg             | Svartskägg                |
| 1989 | Christina              | Christina                 |
| 1990 | Klondike               | Klondike                  |
| 1991 | Gutenberg              | Gutenberg                 |
| 1992 | Krösus                 | Krösus                    |
| 1993 | Stradivarius           | Stradivarius              |
| 1994 | Ivan den förskräcklige | Ivan den förskräcklige    |
| 1995 | Snorre                 | Snorre                    |
| 1996 | Nobel                  | Nobel                     |
| 1997 | Ali Baba               | Ali Baba                  |
| 1998 | Sköna Helena           | Sköna Helena              |
| 1999 | Nostradamus            | Nostradamus               |
| 2000 | Mose                   | Mose                      |
| 2001 | Marco Polo             | Marco Polo                |
| 2002 | Dracula                | Dracula                   |
|      | Chalmersspexet Bob     | Chalmersspexet Vera       |
| 2003 | Gagarin                | Mata Hari                 |
| 2004 | Heliga Birgitta        | Phileas Fogg              |
| 2005 | Gustav II Adolf        | Arthur                    |
| 2006 | Casanova               | Amelia Earhart            |
| 2007 | Hannibal               | Frankenstein              |
| 2008 | Picasso                | Wyatt Earp & Doc Holliday |
| 2009 | Newton                 | Taj Mahal                 |
| 2010 | Kristian Tyrann        | Lucia                     |
| 2011 | Marie Curie            | Karl XII                  |
| 2012 | Christofer Columbus    | Bröderna Lumière          |
| 2013 | Bellman                | Zheng                     |
| 2014 | Herakles               | Jeanne d’Arc              |
| 2015 | Rasputin               | Anne Bonny                |
| 2016 | Kleopatra              | Al Capone                 |
| 2017 | Magnus Ladulås         | Michelangelo              |
| 2018 | Geronimo               | Ada Lovelace              |
| 2019 | Marie Antoinette       | Karin Månsdotter          |
|      | Chalmersspexet         |                           |
| 2020 | Carl von Linné         | Carl von Linné            |
| 2021 | Aristoteles            | Aristoteles               |
| 2022 | H.C. Andersen          | H.C. Andersen             |
| 2023 | Elisabet I             | Elisabet I                |
| 2024 | Gauss                  | Gauss                     |
| 2025 | Ask och Embla          | Ask och Embla             |

## Kända Spexare
Tidigare Chalmersspexare som gått vidare till underhållningsbranschen inkluderar musikern Jan Johansson och underhållaren Per Fritzell.